# San Miguelito, Guanajuato
San Miguelito är en ort i Mexiko.   Den ligger i kommunen Dolores Hidalgo och delstaten Guanajuato, i den centrala delen av landet, 260 km nordväst om huvudstaden Mexico City. San Miguelito ligger 1 904 meter över havet och antalet invånare är 103.
Terrängen runt San Miguelito är platt åt nordväst, men åt sydost är den kuperad. Runt San Miguelito är det ganska tätbefolkat, med 93 invånare per kvadratkilometer. Närmaste större samhälle är Dolores Hidalgo, 5,6 km väster om San Miguelito. Trakten runt San Miguelito består till största delen av jordbruksmark.